# Mario Avagliano
Mario Avagliano (geboren 15. Juli 1966 in  Cava de’ Tirreni) ist ein italienischer Journalist und Historiker.

## Leben
Mario Avagliano ist ein Sohn des Schriftstellers Tommaso Avagliano. Er wuchs in Cava de’ Tirreni auf und studierte Jura an der Universität Salerno und  Journalismus an der Universität LUISS in Rom. Er arbeitet als freiberuflicher Historiker über die italienische Geschichte in der Zeit der italienischen Faschismus und besonders über die Italienische Sozialrepublik (1943–45). Seine Essays veröffentlicht er im Il Messaggero, Il Mattino und Il Gazzettino. Er ist in der   Associazione Nazionale Partigiani d’Italia engagiert. Seine Publikationen wurden wiederholt ausgezeichnet.

## Schriften (Auswahl)
- Il partigiano Tevere. Il generale Sabato Martelli Castaldi dalle vie dell'aria alle Fosse Ardeatine. Einleitung Vittorio Foa. Cava de' Tirreni : Avagliano,  1996
- (Hrsg.): Roma alla macchia. Personaggi e vicende della Resistenza, Cava de' Tirreni : Avagliano, 1997
- Il Cavaliere dell'Aria. L'asso dell'aviazione Nicola Di Mauro dal mitico Corso Aquila ai record d'alta quota. Cava de' Tirreni : Avagliano, 1998
- mit Gabriele Le Moli: "Muoio innocente". Lettere di caduti della Resistenza a Roma. Einleitung Pietro Scoppola. Mailand : Mursia, 1999
- mit Gaetano Giordano: Il Profeta della Grande Salerno. Cento anni di storia meridionale nei ricordi di Alfonso Menna. Einleitung Piero Ottone. Cava de' Tirreni : Avagliano, 1999
- Generazione ribelle. Diari e lettere dal 1943 al 1945. Einleitung Alessandro Portelli. Turin : Einaudi, 2006
- mit Marco Palmieri: Gli internati militari italiani. Diari e lettere dai lager nazisti 1943-45. Einleitung Giorgio Rochat. Turin : Einaudi, 2009
- mit Marco Palmieri: Gli ebrei sotto la persecuzione in Italia. Diari e lettere 1938-45. Einleitung Michele Sarfatti. Turin : Einaudi, 2011
- mit Marco Palmieri (Hrsg.): Aldo Lucchini: Ho scelto il lager. Memorie di un internato militare italiano. Cava de' Tirreni : Marlin, 2011
- (Hrsg.): Gli zoccoli di Steinbruck. Peripezie e di un bersagliere tra guerra. Cava de' Tirreni : Marlin, 2012
- mit Marco Palmieri: Voci dal lager. Diari e lettere di deportati politici italiani 1943-1945. Turin : Einaudi, 2012
- Il partigiano Montezemolo. Storia del capo della resistenza militare nell'Italia occupata. Mailand : Dalai, 2012
- mit Marco Palmieri: Di pura razza italiana. L'Italia "ariana" di fronte alle leggi razziali. Mailand : Baldini & Castoldi, 2013
- mit Marco Palmieri: Vincere e vinceremo! Gli italiani al fronte, 1940-1943. Bologna : il Mulino, 2014
- Offen rassistisch? Die 'arischen' Italiener und die Rassengesetze. In: Claudia Müller; P. Ostermann; Karl-Siegbert Rehberg (Hrsg.): Die Shoah in Geschichte und Erinnerung. Perspektiven medialer Vermittlung in Italien und Deutschland. Transcript, 2015, S. 57–74 ISBN 978-3-8376-2794-7
- mit Marco Palmieri: L'Italia di Salò. 1943-1945. Bologna : il Mulino, 2017